# Fauna Svecica
Fauna Svecica es un libro de zoología escrito por el sueco Carlos Linneo. Este fue el primer relato completo de los animales en Suecia. Fauna Svecica forma parte de la colección de libros que reposan en la Biblioteca Nacional de Australia.
El título original del libro es Fauna Svecica: sistens animalia Sveciæ regni: qvadrupedia, aves, amphibia, pisces, insecta, vermes, distributa per classes & ordines, genera & species. Cum differentiis specierum, synonymis autorum, nominibus incolarum, locis habitationum, descriptionibus insectorum y su primera publicación data de 1761.
Inicialmente fue escrito en idioma latín pero posteriormente traducido al inglés.